# Béla Lugosi
Béla Ferenc Dezső Blaskó (en húngaro: Blaskó Béla Ferenc Dezső) (entre el 20 de octubre y el 29 de octubre de 1882-16 de agosto de 1956), conocido como Béla Lugosi (de origen magiar), fue un actor austro-húngaro, sumamente conocido por haber interpretado al conde Drácula tanto en producciones de Broadway como el Drácula de 1927, como en la película Drácula de Tod Browning en 1931.
Casi al final de su vida, se le recuerda por haber participado en las películas Glen or Glenda, Bride of the Monster y en un pequeño papel en Plan 9 del espacio exterior, todas ellas dirigidas por Ed Wood.

## Biografía
Nació en 1882 en Lugoj, ciudad de la región de Banat ubicada hoy día en Rumania, pero en aquel momento perteneciente al Imperio austro-húngaro. Era el más pequeño de los cuatro hijos de un empleado bancario. Su padre era húngaro y su madre serbia.
Lugosi comenzó su carrera como actor en Europa, trabajando en distintas obras de Shakespeare.
Durante la Primera Guerra Mundial participó como teniente de infantería y tras la contienda formó parte activa de la izquierda de su país y fundó el sindicato de actores. En 1917 contrajo matrimonio con Ilona Szmik, de la que se separaría en 1920.
Tuvo que exiliarse debido a su actividad política, primero a Alemania en 1919 y posteriormente, abandonando Europa, a los Estados Unidos. Allí consiguió el papel de su vida, el del conde Drácula, que interpretó primero en los teatros de Broadway en la obra Drácula (1927) y en diversas giras y que posteriormente llevó a la pantalla de la mano de Tod Browning en Drácula de 1931.

### Éxito cinematográfico

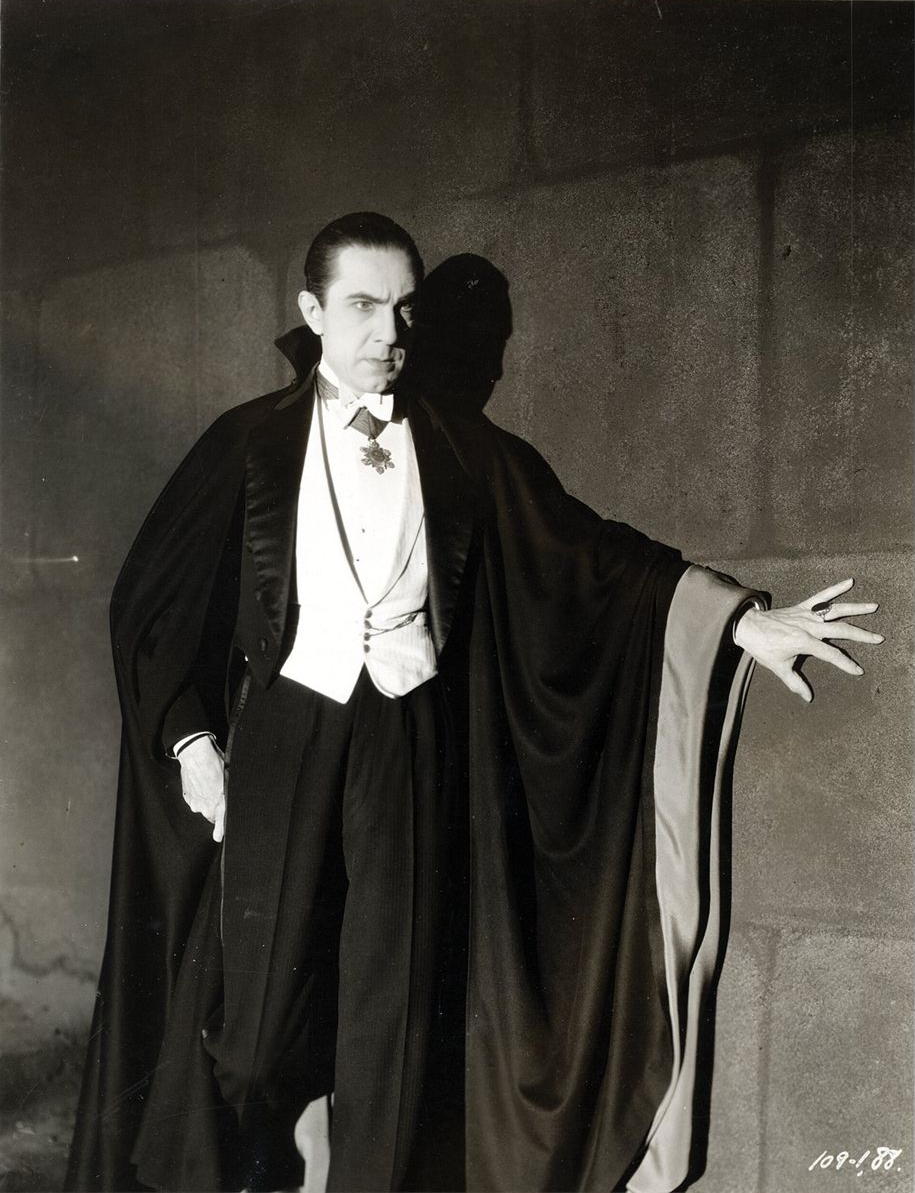
En su papel como «Drácula», la interpretación por la que más se lo conoce.

La película fue un éxito, pero Lugosi se encasilló en papeles de terror con películas como White Zombie y Scared to Death. Rechazó interpretar al monstruo en Frankenstein pero realizó un buen trabajo interpretando al trastornado Ygor en dos secuelas, Son of Frankenstein y Ghost of Frankenstein antes de aceptar interpretar finalmente al monstruo en Frankenstein Meets the Wolf Man. También tuvo un pequeño papel en la comedia clásica Ninotchka junto a Greta Garbo.
Muchos filmes, como The Black Cat y el anteriormente mencionado Son of Frankenstein equipararon a Lugosi con su mayor rival en el mundo del cine de terror, Boris Karloff. La actitud de Lugosi ante Karloff es tema de muchas y muy variadas opiniones entre los expertos e historiadores de cine. Muchos de ellos nos hablan de un Lugosi resentido por el éxito y la habilidad de Karloff a la hora de conseguir mejores papeles dentro de la escena del cine de terror, mientras que otras historias comentan que entre ambos actores -al menos durante un tiempo- existió una muy buena amistad.
Años más tarde, los papeles dejaron de llegarle y se volvió adicto a la morfina, sustancia que comenzó a utilizar durante su estancia en el frente de guerra para apaciguar el dolor por la herida que sufrió en la pierna. Interpretó por última vez a Drácula en la película Bud Abbott and Lou Costello Meet Frankenstein en 1948.

### Decadencia y muerte
Ya casi al final de su vida, volvería a aparecer en algunas películas.
El histórico director Ed Wood fue desde siempre un fanático de Lugosi. Wood consigue convencer a un anciano Lugosi para que participara en un pequeño papel en su película Glen o Glenda. Posteriormente, Lugosi volvería a interpretar a un científico loco en otra película de Wood, La novia del monstruo. La película biográfica de Wood (Ed Wood, 1994), dirigida por Tim Burton refleja, entre otros aspectos, las relaciones del director con Lugosi, interpretado por Martin Landau, papel por el que ganó el Óscar de la Academia como mejor actor secundario.
Como consecuencia de sus apariciones en películas de serie B, especialmente en su film Bride of the Monster, apareció en algunos episodios de la serie de televisión Mystery Science Theater 3000.

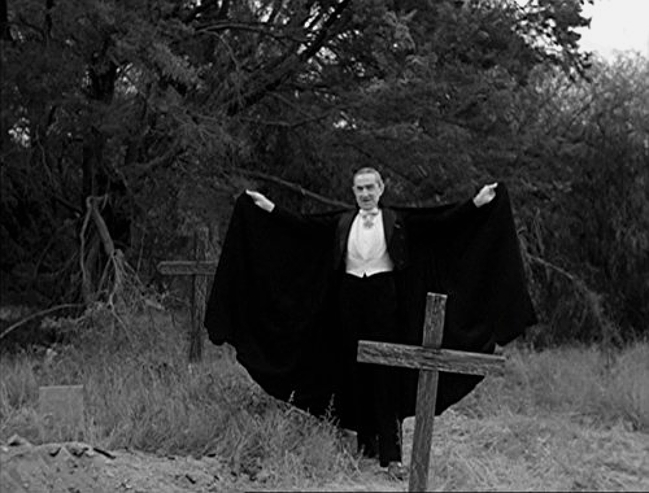
Lugosi, en la mítica Plan 9 del Espacio Exterior.

Uno de los papeles más famosos de Lugosi fue el que interpretó en una película ya clásica que se estrenaría después de su muerte, Plan 9 from Outer Space de Ed Wood contenía metraje de Lugosi intercalado con escenas de un doble suyo que no se le parecía en  nada. Wood había tenido enormes dificultades para financiar el proyecto, y solo pudo filmar escenas cortas y mudas que planeaba incorporar en el montaje final una vez hubiese encontrado el resto de su financiación. Sin embargo, Lugosi falleció tres años antes de que llegase la financiación total del proyecto (de la mano de la Iglesia Baptista de Beverly Hills, concretamente), así que Wood contrató al quiropráctico de su esposa para doblar a Lugosi, al que podemos distinguir del auténtico Drácula por el hecho de que no se parece en nada a Lugosi y se cubre la cara con una capa en cada una de sus tomas.
Falleció de un ataque al corazón a la edad de setenta y tres años en Los Ángeles, mientras se encontraba sentado en una silla el 16 de agosto de 1956. Lugosi fue enterrado llevando puesto su disfraz del conde vampiro, en el Holy Cross Cemetery de Culver City, no a petición propia como dice la leyenda urbana, sino de su hijo George y su madre Lillian Arch que consideraron que él lo habría querido así, tal y como este afirma en los extras del DVD de Drácula en la colección Monsters Collection Universal Studios Classics.
Se le considera uno de los grandes actores clásicos del cine de terror, junto a Lon Chaney Jr. (como el Hombre Lobo) y Boris Karloff (como El Monstruo de Frankenstein y la Momia).
Por su contribución al cine, Béla Lugosi fue galardonado con una estrella en el legendario Paseo de la Fama, en el 6340 de Hollywood Boulevard.